# ستيف نوفاك
ستيف نوفاك (بالإنجليزية: Steve Novak)‏ هو لاعب كرة سلة أمريكي يلعب مع فريق أوكلاهوما سيتي ثاندر في الرابطة الوطنية لكرة السلة ويحمل الرقم 6. يبلغ طوله 6 قدم 10 بوصة (2.1 م).

## فرق لعب لها
- هيوستن روكتس
- لوس أنجلوس كليبرز
- دالاس مافيريكس
- سان أنطونيو سبرز
- نيويورك نيكس
- تورونتو رابتورز
- يوتاه جاز
- أوكلاهوما سيتي ثاندر

## روابط خارجية
- ستيف نوفاك على موقع إن بي أي (الإنجليزية)
- ستيف نوفاك على موقع سبورتس رفرنس (الإنجليزية)
- ستيف نوفاك على موقع كرة السلة الأوروبية.كوم (الإنجليزية)
- ستيف نوفاك على موقع DraftExpress.com (الإنجليزية)
- ستيف نوفاك على موقع إي إس بي إن.كوم (الإنجليزية)
- ستيف نوفاك على موقع كلية كرة السلة في سبورتس رفرنس.كوم (الإنجليزية)
- ستيف نوفاك على موقع ريلجم (الإنجليزية)
- ستيف نوفاك على موقع بروبوليرز (الإنجليزية)
- ستيف نوفاك على موقع سبورتس رفرنس (الإنجليزية)